# Liste der Kulturgüter in Niederbüren
Die Liste der Kulturgüter in Niederbüren enthält alle Objekte in der Gemeinde Niederbüren im Kanton St. Gallen, die gemäss der Haager Konvention zum Schutz von Kulturgut bei bewaffneten Konflikten, dem Bundesgesetz vom 20. Juni 2014 über den Schutz der Kulturgüter bei bewaffneten Konflikten sowie der Verordnung vom 29. Oktober 2014 über den Schutz der Kulturgüter bei bewaffneten Konflikten unter Schutz stehen.
Objekte der Kategorien A und B sind vollständig in der Liste enthalten, Objekte der Kategorie C fehlen zurzeit (Stand: 1. Januar 2023).

## Kulturgüter
| Foto |                                                                                                | Objekt                                                             | Kat. | Typ | Standort                         | Beschreibung |
| ---- | ---------------------------------------------------------------------------------------------- | ------------------------------------------------------------------ | ---- | --- | -------------------------------- | ------------ |
| BW   | Datei hochladen · Wikidata zu Hertenberg / Heitaberg, mittelalterliche Burgstelle (Q135484131) | Hertenberg / Heitaberg, mittelalterliche Burgstelle KGS-Nr.: 00866 | B    | F   | Hertenberg 733740 / 256700       |              |
| BW   | Datei hochladen · Wikidata zu Ochsenrain, mittelalterliche Burgstelle (Q135484449)             | Ochsenrain, mittelalterliche Burgstelle KGS-Nr.: 01123             | B    | F   | Sorntal 734540 / 259430          |              |
| BW   | Datei hochladen · Wikidata zu Mutwil / Lindenberg, mittelalterliche Burgstelle (Q135484730)    | Mutwil / Lindenberg, mittelalterliche Burgstelle KGS-Nr.: 01126    | B    | F   | 733700 / 257840                  |              |
| ja   | Datei hochladen · Wikidata zu Katholische Kirche St. Michael (Q29786699)                       | Katholische Kirche St. Michael KGS-Nr.: 08204                      | B    | G   | Kirchplatz 3.3 733385 / 258640   |              |
| ja   | Datei hochladen · Wikidata zu Textilmuseum Sorntal (Q27485343)                                 | Textilmuseum Sorntal KGS-Nr.: 08519                                | B    | S   | Sorntal 1.41 735146 / 259658     |              |
| ja   | Datei hochladen · Wikidata zu Wohnhaus («Gasthaus zur alten Herberge») (Q29523871)             | Wohnhaus bzw. Gasthaus zur Alten Herberge KGS-Nr.: 10143           | B    | G   | Staatsstrasse 35 733057 / 258816 |              |